# Parahyllisia indica
Parahyllisia indica es una especie de escarabajo del género Parahyllisia, familia Cerambycidae.

## Historia
Fue descrita científicamente por primera vez en el año 1974 por Breuning.